# Tinker Tailor Soldier Spy (película)
Tinker Tailor Soldier Spy (El topo, en España, Argentina y Uruguay; El espía que sabía demasiado, en México) es una película británica de suspenso dirigida por Tomas Alfredson. El guion fue escrito por Bridget O'Connor y Peter Straughan, basado en la novela El topo, de John le Carré. La película está protagonizada por Gary Oldman, Colin Firth, Tom Hardy, Mark Strong, Benedict Cumberbatch, John Hurt, Toby Jones y Ciarán Hinds. La cinta es una producción de la compañía británica Working Title Films, financiada por la francesa StudioCanal.[cita requerida]

## Sinopsis
Situada en los años 70, en plena Guerra Fría, el fracaso de una misión especial en Hungría provoca un cambio en la cúpula de los servicios secretos británicos. Uno de los defenestrados es el agente George Smiley (Oldman). Sin embargo, cuando ya se había hecho a la idea de retirarse, le encargan una misión especial. Se sospecha que hay un «topo» infiltrado en la cúpula del servicio y sólo alguien externo puede averiguar quién es. Con la ayuda de otro agente desahuciado y uno en actividad, Smiley irá recabando información y encajando las piezas para intentar descubrir al traidor.

## Elenco
| Actor                 | Personaje                | Notas |
| --------------------- | ------------------------ | ----- |
| Gary Oldman           | George Smiley            |       |
| Colin Firth           | Bill Haydon "Tailor"     |       |
| Benedict Cumberbatch  | Peter Guillam            |       |
| Tom Hardy             | Ricki Tarr               |       |
| Mark Strong           | Jim Prideaux             |       |
| Toby Jones            | Percy Alleline "Tinker"  |       |
| Ciarán Hinds          | Roy Bland "Soldier"      |       |
| Stephen Graham        | Jerry Westerby           |       |
| Simon McBurney        | Oliver Lacon             |       |
| David Dencik          | Toby Esterhase "Poorman" |       |
| Svetlana Khodchenkova | Irina                    |       |
| Kathy Burke           | Connie Sachs             |       |
| Roger Lloyd-Pack      | Mendel                   |       |
| Christian McKay       | Mackelvore               |       |
| Konstantin Khabenskiy | Polyakov                 |       |
| Tomasz Kowalski       | Boris                    |       |
| John Hurt             | Control                  |       |
| John le Carré         | --                       | Cameo |

## Origen del título
"Control", el jefe del Circus (MI6), asigna los nombres en clave "Tinker", "Tailor", "Soldier", "Poorman" y "Beggarman" a cinco altos oficiales de inteligencia bajo la sospecha de que existe un "topo" soviético dentro de la organización, esperando con esto poder descubrir la identidad del infiltrado. El título de la película hace referencia a la canción infantil de origen inglés Tinker, Tailor:

Tinker, Tailor,
Soldier, Sailor,
Rich Man, Poor Man,
Beggar Man, Thief.

## Producción

### Desarrollo
El proyecto fue iniciado por Peter Morgan, al escribir un borrador del guion que se ofreció en primera instancia a Working Title Films para producirlo. Sin embargo, Morgan se retiró de su rol como guionista debido a razones personales, pero aun así se desempeñó como productor ejecutivo de la cinta. Tras la salida de Morgan, la productora Working Title Films contrató a Peter Straughan, y a su esposa, Bridget O'Connor, para volver a redactar el guion. A su vez, el sueco Tomas Alfredson fue contratado como el director del filme el 9 de julio de 2009, siendo ésta su primera producción rodada en inglés. La adaptación fue financiada por la productora francesa StudioCanal, contando con un presupuesto de 21 millones de dólares. 

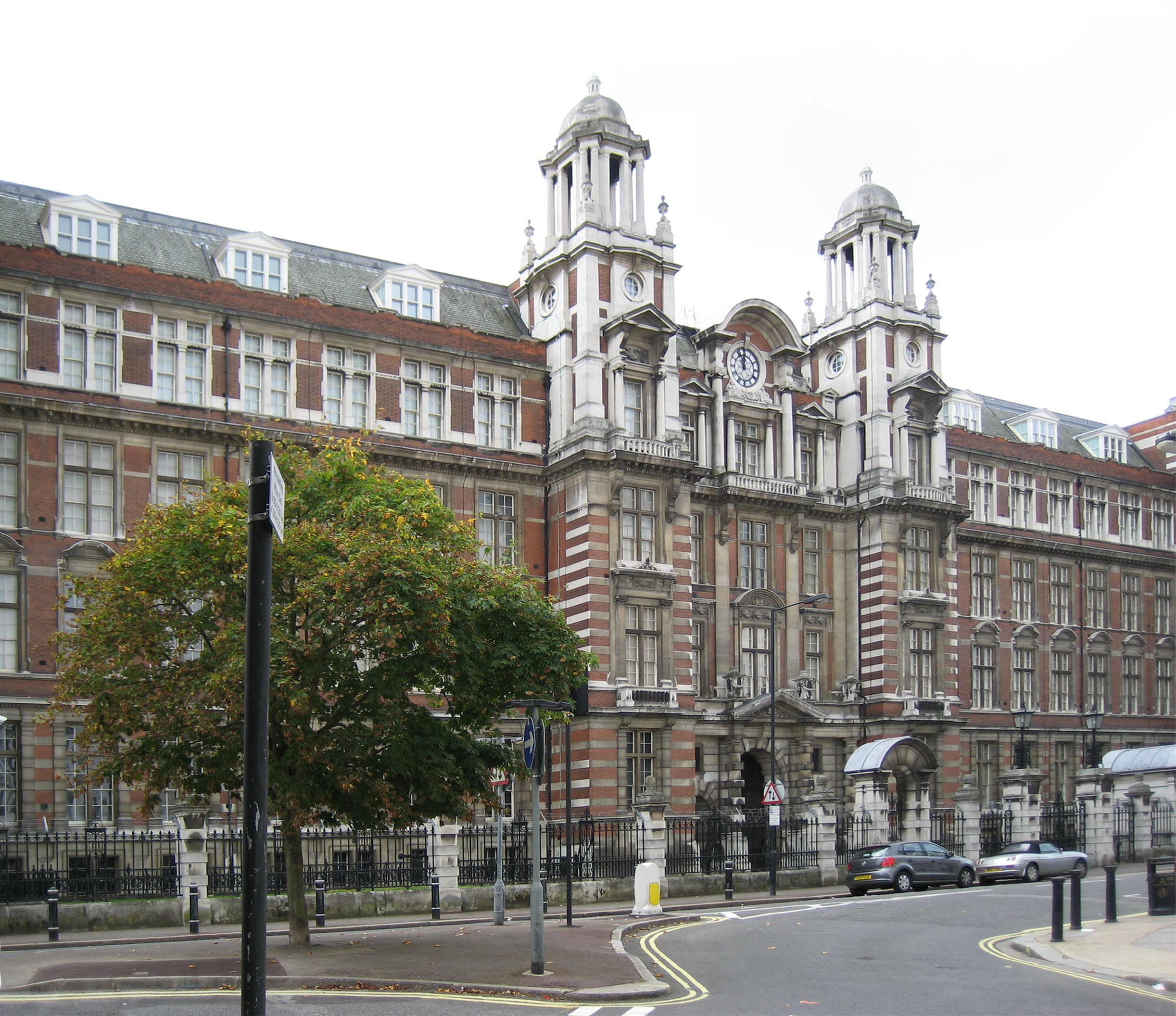
Blythe House

La película está dedicada a O'Connor, quien falleció de cáncer durante la producción del filme.

### Casting
El director hizo pruebas con Gary Oldman en el papel de George Smiley. Describió al actor como poseedor de "una gran cara" e "intensidad silenciosa e inteligencia que era necesaria". Muchos actores fueron identificados en sus papeles en distintos momentos, pero solo pocos días antes el rodaje empezara, Oldman era el único actor oficialmente contratado David Thewlis estaba en conversaciones por un rol antes. Michael Fassbender estaba también en conversaciones para interpretar a Ricki Tarr, pero el cronograma de filmación tenía cruces con la grabación de la película X-men: First Class. Tom Hardy realizó el casting en su lugar. El 17 de septiembre de 2010, Mark Strong confirmó su ingreso en el elenco. Jared Harris realizó las pruebas para los papeles, pero tuvo que abandonar por el cronograma con la película Sherlock Holmes: Un juego de sombras; él fue reemplazado por Toby Jones. John le Carré aparece en cameo como un invitado en la escena de la fiesta.

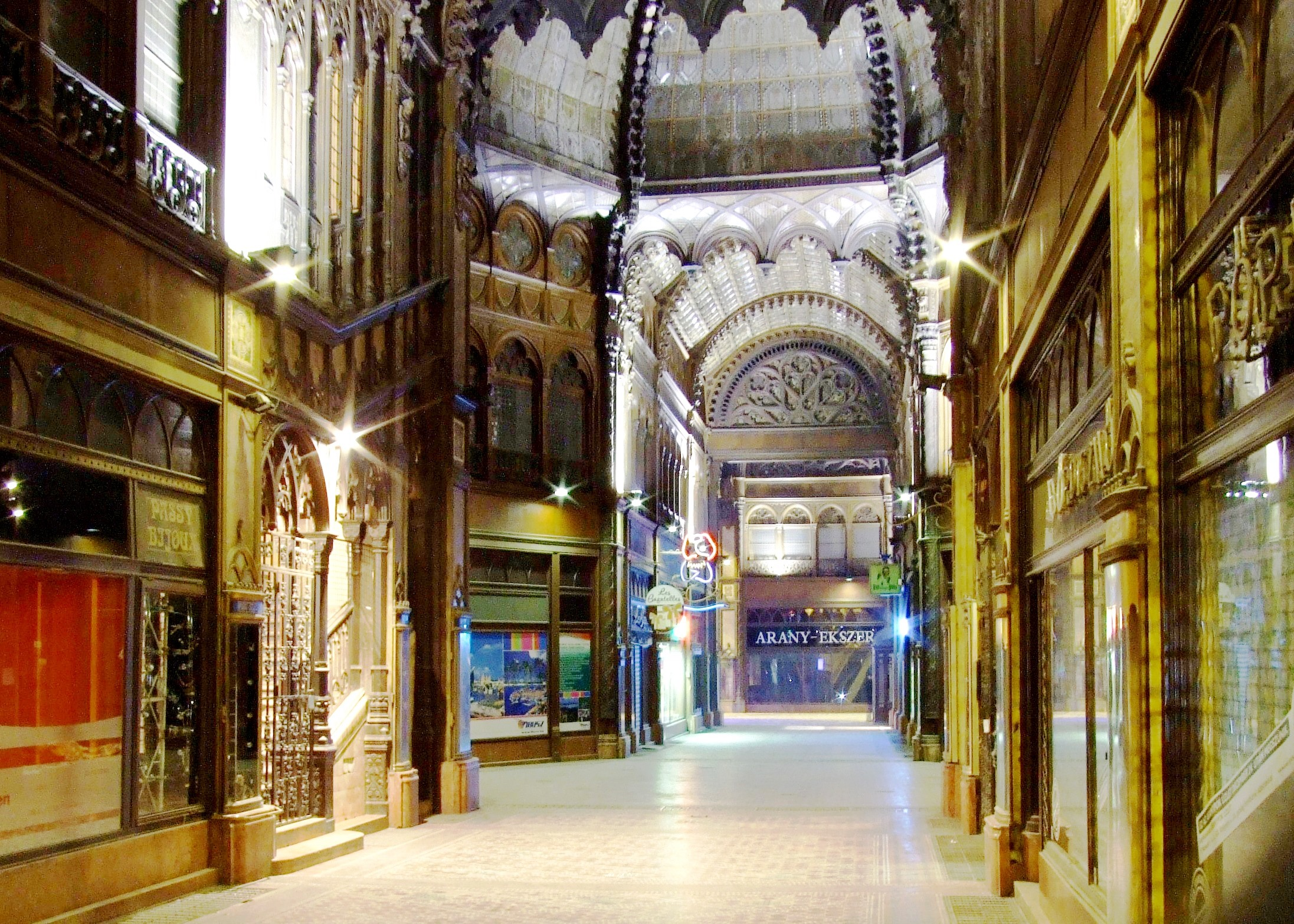
El Párizsi Udvar ("Corte de Paris") en Budapest, Set de la escena húngara de la cafetería

## Estreno
El 5 de septiembre del 2011 se estrenó la película en el Festival Internacional de Cine de Venecia. StudioCanal (UK) la distribuyó en el Reino Unido, donde se estrenó el 16 de septiembre del 2011. Los derechos en los Estados Unidos fueron adquiridos por Universal Pictures, se cedieron a su subsidiaria Focus Features y se estrenó el 9 de diciembre del 2011. En México, se estrenó el 10 de febrero del 2012.

## Recaudación
La película alcanzó el primer lugar en la British Box Office y se mantuvo por tres semanas consecutivas. En enero del 2012 Box Office Mojo informó que la película recaudó $25 287 423 USD.

## Premios
| Premios Óscar         |                      |                                  |           |
| Fecha                 | Categoría            | Nominaciones                     | Resultado |
| 26 de febrero de 2012 | Mejor actor          | Gary Oldman                      | Nominado  |
| 26 de febrero de 2012 | Mejor guion adaptado | Bridget O'Connor Peter Straughan | Nominado  |
| 26 de febrero de 2012 | Mejor banda sonora   | Alberto Iglesias                 | Nominado  |

| American Society of Cinematographers |                                  |                   |           |
| Fecha                                | Categoría                        | Nominaciones      | Resultado |
| 12 de febrero de 2012                | Mejor labor en fotografía - Cine | Hoyte van Hoytema | Nominado  |

| Art Directors Guild  |                                                          |                                        |           |
| Fecha                | Categoría                                                | Nominaciones                           | Resultado |
| 4 de febrero de 2012 | Excelencia en diseño de producción en película periódica | Maria Djurkovic (Diseño de producción) | Nominada  |

| Premios BAFTA         |                            |                                   |           |
| Fecha                 | Categoría                  | Nominaciones                      | Resultado |
| 12 de febrero de 2012 | Mejor película             | Tinker Tailor Soldier Spy         | Nominada  |
| 12 de febrero de 2012 | Mejor dirección            | Tomas Alfredson                   | Nominado  |
| 12 de febrero de 2012 | Mejor actor                | Gary Oldman                       | Nominado  |
| 12 de febrero de 2012 | Mejor guion adaptado       | Bridget O'Connor Peter Straughan  | Ganadores |
| 12 de febrero de 2012 | Mejor película británica   | Tinker Tailor Soldier Spy         | Ganadora  |
| 12 de febrero de 2012 | Mejor banda sonora         | Alberto Iglesias                  | Nominado  |
| 12 de febrero de 2012 | Mejor fotografía           | Hoyte van Hoytema                 | Nominado  |
| 12 de febrero de 2012 | Mejor edición              | Dino Jonsater                     | Nominado  |
| 12 de febrero de 2012 | Mejor diseño de producción | Maria Djurkovic Tatiana MacDonald | Nominadas |
| 12 de febrero de 2012 | Mejor vestuario            | Jacqueline Durran                 | Nominada  |
| 12 de febrero de 2012 | Mejor sonido               | Tinker Tailor Soldier Spy         | Nominada  |

| British Independent Film Awards |                                                     |                                        |           |
| Fecha                           | Categoría                                           | Nominaciones                           | Resultado |
| 4 de diciembre de 2011          | Mejor labor técnica                                 | Maria Djurkovic (Diseño de producción) | Ganadora  |
| 4 de diciembre de 2011          | Mejor película británica independiente              | Tinker Tailor Soldier Spy              | Nominada  |
| 4 de diciembre de 2011          | Mejor dirección en película británica independiente | Tomas Alfredson                        | Nominado  |
| 4 de diciembre de 2011          | Mejor actor en película británica independiente     | Gary Oldman                            | Nominado  |
| 4 de diciembre de 2011          | Mejor actriz de reparto                             | Kathy Burke                            | Nominada  |
| 4 de diciembre de 2011          | Mejor actor de reparto                              | Tom Hardy                              | Nominado  |
| 4 de diciembre de 2011          | Mejor actor de reparto                              | Benedict Cumberbatch                   | Nominado  |

| Festival de Cine de Venecia |             |                           |           |
| Fecha                       | Premio      | Nominaciones              | Resultado |
| 10 de septiembre de 2011    | León de Oro | Tinker Tailor Soldier Spy | Nominada  |

| Washington D.C. Area Film Critics Association |                      |                                  |           |
| Fecha                                         | Categoría            | Nominaciones                     | Resultado |
| 5 de diciembre de 2011                        | Mejor guion adaptado | Bridget O'Connor Peter Straughan | Nominados |